# Сімферополь-Вантажний
Сімферополь-Вантажний — вантажна залізнична станція Кримської дирекції Придніпровської залізниці на електрифікованій лінії Джанкой — Севастополь між зупинними пунктами Платформа 1452 км (2 км) та Платформа 1457 км (2 км). Розташована у передмісті Сімферополя Автономної Республіки Крим.

## Пасажирське сполучення
На станції Сімферополь-Вантажний зупиняються приміські електропоїзди сполученням Сімферополь — Джанкой / Солоне Озеро та Сімферополь — Євпаторія.